# Омельчук, Александр Макарович
Александр Макарович Омельчук (род. 22 сентября 1970, Никополь, Днепропетровская область) — советский и украинский футболист, полузащитник, тренер.

## Биография
Воспитанник спортинтернатов Никополя и Днепропетровска, первые тренеры — В. А. Кириллов, Василий Иванович Маслак. Занимался в одной команде с Сергеем Беженаром и Виталием Пантиловым. Взрослую карьеру начал в «Колосе» (Никополь) во второй лиге СССР. Во время военной службы выступал за киевский СКА, в 1989 году стал чемпионом Украинской ССР среди коллективов физкультуры, а в 1990 году играл во второй низшей лиге. Затем ненадолго вернулся в никопольский клуб.
Летом 1991 года перешёл в «Днепр» (Днепропетровск). Дебютный матч в высшей лиге СССР сыграл 5 августа 1991 года против донецкого «Шахтёра», заменив на 68-й минуте Евгения Похлебаева. Всего в последнем сезоне чемпионата СССР сыграл 6 матчей. В апреле 1992 года сыграл за «Днепр» один матч в высшей лиге Украины и одну игру в Кубке Украины, его клуб стал бронзовым призёром чемпионата.
Летом 1992 года вернулся в никопольский клуб, называвшийся теперь «Металлург». За четыре с половиной сезона провёл в его составе 170 матчей в первой лиге Украины. Бронзовый призёр первой лиги в сезоне 1994/95. Был штатным пенальтистом клуба. Зимой 1996/97 имел предложение от российского «Уралана», но предпочёл остаться на родине.
В начале 1997 года перешёл в «Ворсклу» (Полтава). В дебютном матче, 15 марта 1997 года против винницкой «Нивы» (4:2) забил два гола и отдал голевую передачу. По итогам сезона 1996/97 стал со своим клубом бронзовым призёром чемпионата Украины. За полтавский клуб выступал в течение шести лет, сыграл за это время 140 матчей и забил 15 голов в высшей лиге, также провёл 13 матчей в еврокубках (с учётом Кубка Интертото).
Весной 2003 года играл в высшей лиге за «Кривбасс», а весной 2004 года — в первой лиге за луганскую «Зарю», после чего завершил игровую карьеру.
В качестве тренера много лет работал в системе «Ворсклы», в 2004—2005 и 2012—2019 годах возглавлял дублирующий состав клуба, также работал с детскими командами и входил в тренерский штаб основной команды. В 2007—2009 годах был главным тренером клуба второй лиги «Полтава», в сезоне 2008/09 привёл команду ко второму месту в зональном турнире, но в переходных матчах за выход в первую лигу она уступила.

## Достижения
- Бронзовый призёр чемпионата Украины: 1992, 1996/97